# Deutsche Fußballmeisterschaft der B-Junioren 2003/04
Die eeutsche B-Jugendmeisterschaft 2004 war die 28. Auflage dieses Wettbewerbes. Meister wurde der VfB Stuttgart, das im Finale den Gastgeber Energie Cottbus mit 2:1 besiegte.

## Teilnehmende Mannschaften
| Regionalliga Nord        | Regionalliga Nordost                                    | Regionalliga West           | Regionalliga Südwest                                           | Regionalliga Süd                                           |
| ------------------------ | ------------------------------------------------------- | --------------------------- | -------------------------------------------------------------- | ---------------------------------------------------------- |
| - Meister: VfL Wolfsburg | - Meister: Hertha BSC - Vizemeister: FC Energie Cottbus | - Meister Borussia Dortmund | - Meister: 1. FSV Mainz 05 - Vizemeister: 1. FC Kaiserslautern | - Meister: VfB Stuttgart - Vizemeister Eintracht Frankfurt |

### Viertelfinale
| Datum                      |                     | Ergebnis  |                     |
| -------------------------- | ------------------- | --------- | ------------------- |
| 13. Juni 2004 um 11:00 Uhr | Eintracht Frankfurt | 2:0 (1:0) | VfL Wolfsburg       |
| 16. Juni 2004 um 18:00 Uhr | VfL Wolfsburg       | 1:1 (0:1) | Eintracht Frankfurt |
| Gesamt:                    | Eintracht Frankfurt | 3:1       | VfL Wolfsburg       |

| Datum                      |                      | Ergebnis        |                      |
| -------------------------- | -------------------- | --------------- | -------------------- |
| 12. Juni 2004 um 12:00 Uhr | 1. FC Kaiserslautern | 1:0 (1:0)       | FC Energie Cottbus   |
| 16. Juni 2004 um 15:00 Uhr | FC Energie Cottbus   | 1:0 (1:0)       | 1. FC Kaiserslautern |
| Gesamt:                    | 1. FC Kaiserslautern | 1:1 (1:3 i. E.) | FC Energie Cottbus   |

| Datum                      |                 | Ergebnis  |                 |
| -------------------------- | --------------- | --------- | --------------- |
| 12. Juni 2004 um 14:00 Uhr | VfB Stuttgart   | 2:0 (0:0) | 1. FSV Mainz 05 |
| 16. Juni 2004 um 18:00 Uhr | 1. FSV Mainz 05 | 0:3 (0:2) | VfB Stuttgart   |
| Gesamt:                    | VfB Stuttgart   | 5:0       | 1. FSV Mainz 05 |

| Datum                      |                   | Ergebnis  |                   |
| -------------------------- | ----------------- | --------- | ----------------- |
| 13. Juni 2004 um 11:00 Uhr | Hertha BSC        | 1:1 (0:1) | Borussia Dortmund |
| 16. Juni 2004 um 18:30 Uhr | Borussia Dortmund | 2:4 (1:1) | Hertha BSC        |
| Gesamt:                    | Hertha BSC        | 5:3       | Borussia Dortmund |

### Halbfinale
| Datum                      |                     | Ergebnis        |                     |
| -------------------------- | ------------------- | --------------- | ------------------- |
| 20. Juni 2004 um 11:00 Uhr | Eintracht Frankfurt | 1:1 (1:0)       | FC Energie Cottbus  |
| 27. Juni 2004 um 11:00 Uhr | FC Energie Cottbus  | 2:2 (2:2)       | Eintracht Frankfurt |
| Gesamt:                    | Eintracht Frankfurt | 3:3 (2:4 i. E.) | FC Energie Cottbus  |

| Datum                      |               | Ergebnis        |               |
| -------------------------- | ------------- | --------------- | ------------- |
| 20. Juni 2004 um 16:00 Uhr | VfB Stuttgart | 2:2 (0:1)       | Hertha BSC    |
| 27. Juni 2004 um 11:00 Uhr | Hertha BSC    | 2:2 (2:2)       | VfB Stuttgart |
| Gesamt:                    | VfB Stuttgart | 4:4 (5:4 i. E.) | Hertha BSC    |

## Finale
| FC Energie Cottbus                                                       | FC Energie Cottbus | VfB Stuttgart | VfB Stuttgart |
| ------------------------------------------------------------------------ | --- | --- | ------------- |
| FC Energie Cottbus                                                       | \| Samstag, 4. Juli 2004 um 11:00 Uhr in Cottbus (Stadion der Freundschaft) \| \| Ergebnis: 1:2 (0:1) \| \| Zuschauer: 2.000 \| \| Schiedsrichter: Thomas Frank (Hannover) \|                                                                     | \| Samstag, 4. Juli 2004 um 11:00 Uhr in Cottbus (Stadion der Freundschaft) \| \| Ergebnis: 1:2 (0:1) \| \| Zuschauer: 2.000 \| \| Schiedsrichter: Thomas Frank (Hannover) \| | VfB Stuttgart |
| FC Energie Cottbus                                                       | Martin Männel – Sascha Tröger, Marko Görisch, Toni Gänge, Armin Kilz – Christian Käthner, Marcus Hoffmann, Marcus Winkler, Thomas Birk (66. Patrick Häntschke) – Daniel Frahn, Benno Göschik (66. Matthias Bodien) Cheftrainer: Bernd Deutschmann | Denis Baum – Andreas Beck, David Pisot, Serdar Tasci, Christian Katins, Patrick Mayer (41. Marco Berenyi) – Sami Khedira , José-Alex Ikeng (52. Oskar Schmiedel), Christian Sauter (77. Dirk Prediger) – Adem Demir (70. George Papadopoulos), Martin Hess Cheftrainer: Frank Leicht | VfB Stuttgart |
| FC Energie Cottbus                                                       | 1:2 Käthner (80.) | 0:1 Khedira (12.) 0:2 Hess (49.) | VfB Stuttgart |
| Samstag, 4. Juli 2004 um 11:00 Uhr in Cottbus (Stadion der Freundschaft) | | |               |
| Ergebnis: 1:2 (0:1)                                                      | | |               |
| Zuschauer: 2.000                                                         | | |               |
| Schiedsrichter: Thomas Frank (Hannover)                                  | | |               |